# 番茄丛矮病毒目
番茄丛矮病毒目（学名：Tolivirales）是塔卢卡病毒纲下的一个目。

## 下属分类
本目包括以下科：
- 香石竹斑驳病毒样四体病毒科 Carmotetraviridae
- 黃症病毒科 Luteoviridae
- 番茄丛矮病毒科 Tombusviridae